# Gilmore girls only
Gilmore girls only es el episodio número 148 de la serie de televisión norteamericana Gilmore Girls.

## Resumen del episodio
Después del fracaso en la apertura del negocio de internet, Mitchum Huntzberger aparece ante su hijo y le recrimina lo mal que hizo todo; así que Logan decide retirarse de la corporación Huntzberger. Rory también está bastante sorprendida de que Logan actúe de manera tan inmadura, así que decide ir con su madre hasta Carolina del Norte, lugar en el cual se casará Mia, quien fuera la dueña de la posada Independence y como una segunda madre para Lorelai. Emily también se anima a ir, debido a que no soporta a su convaleciente esposo y sus malos humores. Lane y Zach se reúnen con Luke y le piden que él sea el padrino de sus hijos gemelos que están por nacer; ellos afirman que lo eligieron porque lo aprecian bastante y él acepta. En la boda, a Emily no le agrada mucho que su hija y nieta tengan una buena relación con Mia, e inclusive mucho más cercana que la que tienen con ella. Lorelai descubre además, bastante sorprendida, que su madre visitó cinco años atrás a Mia (cuando ésta fue al Independence) para pedirle fotos de las chicas Gilmore cuando no las frecuentaba. Logan se aparece para pedirle a Rory que lo disculpe, y Lane empieza el trabajo de parto y Luke intenta calmar a Zach, diciéndole que todo saldrá bien.

## Curiosidades
- Rory dice "Lane tuvo su bebé", cuando debió haber dicho "bebés" (porque son gemelos). -En la versión original en inglés, Rory sí dice "babies" (bebés)-. Aunque en otra versión en español dice "ha tenido a los gemelos".